# Romanoff et Juliette (film)
Pour l’article homonyme, voir Romanoff and Juliet.
Pour plus de détails, voir Fiche technique et Distribution.
Romanoff et Juliette (Romanoff and Juliet) est un film américain réalisé par Peter Ustinov, sorti en 1961.

## Synopsis
Un vote aux Nations unies est bloqué car la voix d'un minuscule pays, Concordia, peut faire passer la majorité d'un côté ou de l'autre. Le président de Concordia, surnommé "Le Général", refuse en fait de voter et rentre dans son pays. Là-bas, il découvre une romance entre Juliet Moulsworth, la fille de l'ambassadeur américain, et Igor Romanoff, le fils de l'ambassadeur soviétique. Indifférent aux activités d'espionnage des deux grands puissances, il arrange un mariage secret entre les deux jeunes gens lors d'une cérémonie historique.

## Fiche technique
- Titre original : Romanoff and Juliet
- Titre français : Romanoff et Juliette
- Réalisation : Peter Ustinov
- Scénario : Peter Ustinov, d'après sa pièce de théâtre
- Direction artistique : Alexandre Trauner
- Décors : Maurice Barnathan
- Costumes : Orietta Nasalli-Rocca, Annalisa Nasalli-Rocca (it), Bill Thomas
- Photographie : Robert Krasker
- Son : Sash Fisher
- Montage : Renzo Lucidi
- Musique : Mario Nascimbene
- Production : Peter Ustinov
- Production associée  : Walter Thompson
- Société de production : Pavla Productions, Universal Pictures
- Société de distribution : Universal Pictures
- Pays de production :  États-Unis
- Langue originale : anglais
- Format : couleur (Technicolor) — 35 mm — 1,37:1 — son mono
- Genre : Comédie
- Durée : 103 minutes
- Dates de sortie : 
  - États-Unis : 2 juin 1961
  - France : 27 septembre 1961
- Affiches : Constantin Belinsky, Boris Grinsson (France)

## Distribution
- Peter Ustinov : Le Général
- Sandra Dee : Juliet Moulsworth
- John Gavin : Igor Romanoff
- Akim Tamiroff : Vadim Romanoff
- Alix Talton : Beulah Moulsworth
- Rik Van Nutter : Freddie van der Stuyt
- John Phillips : Hooper Moulsworth
- Peter Jones : Otto
- Tamara Shayne : Evdokia Romanoff
- Suzanne Cloutier : Marfa Zlotochienko